# Georges Berger (gimnastyk)
Georges Hubert Albert Berger (ur. 1 maja 1897 w Louvroil, zm. 16 listopada 1952 w Trith-Saint-Léger) – francuski gimnastyk, medalista olimpijski.
W 1920 r. reprezentował barwy Francji na letnich igrzyskach olimpijskich w Antwerpii, zdobywając brązowy medal w wieloboju drużynowym. 